# Apharetra californiae
Apharetra californiae là một loài bướm đêm trong họ Noctuidae.